# Esclottes
Esclottes település Franciaországban, Lot-et-Garonne megyében. Lakosainak száma 163 fő (2022. január 1.). Esclottes Savignac-de-Duras, Landerrouat, Pellegrue, Baleyssagues, Duras és Sainte-Colombe-de-Duras községekkel határos.

## Népesség
A település népességének változása:
| Lakosok száma | 217  | 154  | 173  | 152  | 160  | 157  | 151  | 150  | 148  | 163  |
|               | 1968 | 1982 | 1990 | 2006 | 2013 | 2015 | 2017 | 2019 | 2020 | 2022 |